# Buddy Miller
Buddy Miller (Fairborn (Ohio), 6 september 1952) is een Amerikaanse countrymuzikant, singer-songwriter, en muziekproducer, die woont in Nashville (Tennessee). Miller is getrouwd met singer-songwriter Julie Miller, met wie hij ook albums opneemt. Veel van zijn liedjes zijn duidelijk christelijk geïnspireerd.

## Carrière
Miller begon in de vroege jaren 1960 met musiceren als bassist in bluegrassbandjes op school. Later koos hij voor de gitaar en verhuisde naar New York waar hij de Buddy Miller Band formeerde, waarin singer-songwriter Shawn Colvin zong en gitaar speelde. In die tijd leerde hij Jim Lauderdale kennen, met wie hij bevriend raakte en regelmatig samenwerkte.
In 1993 verhuisde Miller naar Nashville, waar hij als sessiemuzikant werkte en in 1995 zelf zijn eerste soloalbum Your Love and Other Lies produceerde. Miller werd lid van de begeleidingsband van Emmylou Harris, die op zijn tweede soloalbum Poison Love (1997) zong. Hij speelde ook op een aantal albums van Lucinda Williams, waaronder Car Wheels on a Gravel Road (1998). Ook speelde hij in de band van Steve Earle tijdens diens El Corazon-tournee, terwijl Earle meespeelde op Cruel Moon (1999). Miller toerde met Shawn Colvin en Linda Ronstadt, speelde met Julie mee op The Captain (1999) van de Australische zangeres Kasey Chambers en was medeproducer van Jimmie Dale Gilmores album Endless Night (2000), waarop hij ook meespeelde.
In 2001 verscheen het eerste album met zijn vrouw: Buddy & Julie Miller, en in 2004 het tweede: Love Snuck Up. In 2004 ging Miller samen met Emmylou Harris, Patty Griffin, Gillian Welch, en David Rawlings op tournee als de Sweet Harmony Traveling Revue. Dat jaar verscheen bovendien zijn succesvolle album Universal United House of Prayer. De Americana Music Association riep dat album in 2005 uit tot album van het jaar, en het openingsnummer, "Worry Too Much" (een nummer van Mark Heard die het zelf in 1991 uitgebracht had op zijn album Second Hand), werd uitgeroepen tot liedje van het jaar.
Tijdens 2006 verbleef Solomon Burke een paar dagen in Millers huis in Nashville om zijn countryalbum Nashville op te nemen, waarop Emmylou Harris, Patty Griffin, Gillian Welch, Patty Loveless en Dolly Parton duetten met hem zingen.
Miller was lid van de band die Robert Plant en Alison Krauss begeleidde tijdens hun Raising Sand-tournee door de Verenigde Staten en Europa (hij speelde niet mee op het album). In 2008 ontving Miller uit handen van Plant en Krauss een onderscheiding van de Americana Music Association als "AMA Instrumentalist Of The Year". Bij die gelegenheid zong Plant het nummer What you gonna do Leroy met Miller, dat ook uitkwam op het album Written in Chalk (2009). Op dit derde album van Buddy en Julie Miller, zingt niet alleen Robert Plant, maar ook Emmylou Harris en vooral Patty Griffin.
Tijdens een tournee met Emmylou Harris, Patty Griffin en Shawn Colvin, genaamd "Three Girls and Their Buddy" werd Miller op 19 februari 2009 in Baltimore getroffen door een hartaanval. Hij onderging de volgende dag een drievoudige bypassoperatie in het Johns Hopkins Hospital.

## Optredens in Nederland
Miller treedt af en toe solo op in Nederland, zoals op het Xnoizz Flevo Festival (1994), Blue Highways in Utrecht (10 maart 2001), en in Paradiso in Amsterdam (1 februari 2005).

## Discografie

### Albums
| Album met eventuele hitnotering(en) in de Nederlandse Album Top 100 | Datum van verschijnen | Datum van binnenkomst | Hoogste positie | Aantal weken | Opmerkingen         |
| ------------------------------------------------------------------- | --------------------- | --------------------- | --------------- | ------------ | ------------------- |
| Man on the moon                                                     | 1995                  | -                     |                 |              | met The Sacred Cows |
| Your love and other lies                                            | 1995                  | -                     |                 |              |                     |
| Poison love                                                         | 1997                  | -                     |                 |              |                     |
| Cruel moon                                                          | 1999                  | -                     |                 |              |                     |
| Buddy & Julie Miller                                                | 2001                  | -                     |                 |              | met Julie Miller    |
| Midnight and lonesome                                               | 2002                  | -                     |                 |              |                     |
| Love snuck up                                                       | 2004                  | -                     |                 |              | met Julie Miller    |
| Universal united house of prayer                                    | 2004                  | -                     |                 |              |                     |
| The best of the hightone years                                      | 2008                  | -                     |                 |              |                     |
| Written in chalk                                                    | 15-05-2009            | 21-03-2009            | 97              | 1            | met Julie Miller    |
| The majestic silver stings                                          | 2011                  | 12-03-2011            | 56              | 5            |                     |
| Buddy & Jim                                                         | 2012                  | -                     |                 |              | met Jim Lauderdale  |
| Breakdown On 20th Ave. South                                        | 2019                  | -                     |                 |              | met Julie Miller    |
| In The Throes                                                       | 2023                  | -                     |                 |              | met Julie Miller    |